# Catedral de Marbre
La Catedral de Marbre (situada al costat de la Capella de Marbre) és una formació mineral de carbonat de calci, en les costes del llac General Carrera, a Xile. El 1994 va ser nomenada monument nacional.
Consisteix en uns quants illots situats a escassos metres de la riba del llac on, al llarg dels anys, les aigües del llac han erosionat els escarpes costaneres, creant aquestes formacions, que quan el llac es troba en un nivell baix, es poden recórrer interiorment en petites embarcacions.
La formació de les cavernes correspon a un fenomen càrstic més recent, esdevingut fa 15.000 anys, després de la fi del darrer període glacial. La erosió de les aigües del llac va dissoldre les roques donant origen als penya-segats i illots de marbre que existeixen actualment.
Es pot accedir a aquestes formacions via lacustre en petites embarcacions des de la localitat de Puerto Rio Tranquilo (en la comuna de Rio Ibáñez, a 223 km de Coyhaique, capital de la Regió de Aysén). Des d'aquí es poden llogar petites embarcacions, que recorren el sector de la Catedral de Marbre.